# Pogórze Ciężkowickie
Pogórze Ciężkowickie (513.62) – mezoregion geograficzny w południowo-wschodniej Polsce. Wchodzi w skład Pogórza Środkowobeskidzkiego.

## Topografia
Od zachodu sąsiaduje z Pogórzem Rożnowskim (oddziela je rzeka Biała), od wschodu z Pogórzem Strzyżowskim (oddziela je rzeka Wisłoka). Od północy graniczy z Płaskowyżem Tarnowskim, do którego opada wyraźnym progiem Góry św. Marcina (około 150 m względnej różnicy wysokości, 384 m n.p.m.). Od południa opada do Kotliny Jasielsko-Krośnieńskiej. Wierzchowina osiąga wysokość 320–440 m n.p.m. Najwyższym wzniesieniem jest Liwocz (562 m n.p.m.). Inne wybitniejsze wzniesienia to: Brzanka (534 m),  Gilowa Góra (508 m), Kokocz (441 m). Powierzchnia regionu wynosi około 740 km².

## Opis regionu
W budowie geologicznej wyróżniają się dwie odrębne serie geologiczne: sfałdowany flisz serii śląskiej i pokrywa czwartorzędowa. Obszar ten zbudowany jest głównie z piaskowców i zlepieńców ciężkowickich. Środowisko przyrodnicze przekształcone w dużym stopniu w wyniku działalności człowieka. Na najlepiej zachowanej części regionu utworzono Ciężkowicko-Rożnowski Park Krajobrazowy i kilka rezerwatów przyrody:
- Rezerwat przyrody Skamieniałe Miasto w Ciężkowicach
- Rezerwat przyrody Liwocz
- Rezerwat przyrody Ostry Kamień
- Park Krajobrazowy Pasma Brzanki
- Rezerwat Natura 2000 – Łąki nad Młynówką

Największymi miastami regionu są: Jasło, Tuchów, Pilzno, Biecz, Ciężkowice.

## Zabytki
Na Pogórzu Ciężkowickim znajdują się cenne obiekty zabytkowe i historyczne:
- zespół staromiejski w Bieczu,
- pałace, np. pałac w Brzyskach,
- dwory, np. dworek Ignacego Jana Paderewskiego w Kąśnej Dolnej,
- ratusze, np. w Tuchowie,
- cmentarze z I wojny światowej np. cmentarz wojenny nr 123 w Łużnej – największy pod względem zajmowanej powierzchni cmentarz wojenny z I wojny światowej w Galicji Zachodniej czy cmentarz wojenny nr 27 w Bączalu,
- drewniane kościoły, np. kościół św. Michała Archanioła w Binarowej, wpisany na listę UNESCO – jeden z najcenniejszych zabytków Pogórza, także kościoły w Rożnowicach, Rzepienniku Biskupim, Czermnej, Święcanach, Jodłowej,
- kościoły murowane np. bazylika Nawiedzenia Najświętszej Maryi Panny w Tuchowie, kościół w Bączalu Dolnym, kościół Miłosierdzia Bożego w Rzepienniku Strzyżewskim.